# Јун Фосе
Јун Фосе (Хаугесунд, 29. септембра 1959) норвешки је песник, прозни писац и драматург. Његово књижевно дело преведено је на више језика. Добитник је Нобелове награде за књижевност за 2023. годину.

## Биографија
Јун Фосе је рођен у области Хаугесунд на западу Норвешке има јединствену животну причу и уметничку каријеру. Иако се родио тамо и повремено живи у тој области, такође има везе са Аустријом и посебном резиденцијом у Ослу коју је добио од стране краља Норвешке. Једна од кључних тачака у његовој биографији је тешка несрећа коју је претрпео као дете, а која га је готово одвела са овог света. Ова трауматична искуства из детињства имала су дубок утицај на његово уметничко стваралаштво, обликујући његову перцепцију света и инспиришући његове радове. Што се тиче његовог стваралаштва, експериментисао је са разним форматима писања, али сматра да се највише изражава у жанру познатом као "спора проза". Овај жанр за њега представља супротност брзини и интензитету које захтева драма. Његово најновије дело, "Ново име: Септологија ВИ-ВИИ", најбољи је пример овог приступа. Овај роман састоји се од седам књига и за његово писање је потрошио пет година. У већини земаља, роман је објављен у три тома. Што се тиче уметника који су утицали на његово стваралаштво, истиче норвешког писца Тарјеија Весаса, аустријског песника Георга Тракла, Семјуела Бекета, Францa Кафку и, наравно, Кнута Хамсуна. Сви ови писци допринели су формирању његовог стила и тематских опредељења. У његовој богатој каријери, овај уметник је оставио дубок траг у свету књижевности, истражујући дубоке људске емоције и дилеме кроз своје дела, а његова уметност наставља да буде цењена широм света.

## Дела
Међу његовим најпознатијим романима спадају Меланхолија, који је чак постављен као опера у Паризу 2008. године, затим "Јутро и вече" из 2000. године, "То је Алес" из 2004. године и "Трилогија" из 2014. године. Осим романа, писао је и поезију, а његова збирка поезије "Пас и анђео" из 1992. године такође је привукла пажњу читалаца и критичара. Његово драмско стваралаштво такође има значајно место у његовој каријери. Неколико његових драма постигло је велики успех и оставило дубок утисак на публику и критичаре. Међу овим драмама су "Име" из 1995. године, "Дете" из 1997. године, "Летњи дан" из 1998. године и "Варијације смрти" из 2002. године. Посебно важно место у његовом драмском опусу заузимају дела као што су "Топло" и "Сан" из 2005. године, "Ове очи" из 2009. године и "Тамо" из 2011. године.
Ова дела су додатно обогатила његову позоришну каријеру и допринела разноликости његовог уметничког израза.
Све ове књиге, романи, песничке збирке и драме чине богат опус овог уметника, чији је рад препознат и цењен како у Норвешкој, тако и широм света.

### Проза
- Raudt, svart (1983). Red, Black[4]
- Stengd gitar (1985). Closed Guitar[4]
- Blod. Steinen er (1987). Blood. The Stone Is[4]
- Uendelig Seint (1989).[4]
- Naustet (1989). Boathouse, trans. May-Brit Akerholt (Dalkey Archive, 2017).[4]
- Kant (1990)[4]
- Flaskesamlaren (1991). The Bottle-Collector[4]
- Bly og vatn (1992). Lead and Water.[4]
- Dyrehagen Hardanger. (1993).[4]
- To forteljingar (1993). Two Stories[4]
- Prosa frå ein oppvekst (1994). Prose from a Childhood[4]
- Melancholia I (1995). Melancholy, trans. Grethe Kvernes and Damion Searls (Dalkey Archive, 2006).[4]
- Nei å nei (1995).[4]
- Fy å fy (1997).[4]
- Melancholia II (1996). Melancholy II, trans. Eric Dickens (Dalkey Archive, 2014).[4]
- Du å du (1996).[4]
- Eldre kortare prosa med 7 bilete av Camilla Wærenskjold (1998). Older Shorter Prose with 7 Pictures of Camilla Wærenskjold[4]
- Morgon og kveld (2000). Morning and Evening, trans. Damion Searls (Dalkey Archive, 2015).[4]
- Søster (2000).[4]
- Det er Ales (2004). Aliss at the Fire, trans. Damion Searls (Dalkey Archive, 2010).[4]
- Kant (2005).[4]
- Andvake (2007). Wakefulness[4]
- Spelejenta (2009).[4]
- Kortare prosa (2011). Shorter Prose[4]
- Olavs draumar (2012). Olav's Dreams[4]
- Kveldsvævd (2014). Weariness[4]
- Levande stein (2015).[4]
- Trilogien (2014). Trilogy, trans. May-Brit Akerholt (Dalkey Archive, 2016). Compiles three novellas: Wakefulness, Olav's Dreams and Weariness.
- Det andre namnet – Septologien I-II (2019). The Other Name: Septology I-II, trans. Damion Searls (Fitzcarraldo Editions, 2019).[4]
- Eg er ein annan – Septologien III-V (2020). I Is Another: Septology III-V, trans. Damion Searls (Fitzcarraldo Editions, 2020).[4]
- Eit nytt namn – Septologien VI-VII (2021). A New Name: Septology VI-VII, trans. Damion Searls (Fitzcarraldo Editions, 2021).[4]
- Septologien (2022).
- Kvitleik (2023). A Shining, trans. Damion Searls (Fitzcarraldo Editions, 2023).[4]

### Комади
- Nokon kjem til å komme (written in 1992–93;[тражи се извор] first produced in 1996). Someone Is Going to Come Home[4]
- Og aldri skal vi skiljast (1994). And We'll Never Be Parted[4]
- Namnet (1995). The Name[4]
- Barnet (1996). The Child. Originally published with Mor og barn and Sonen.[4]
- Mor og barn (1997). Mother and Child. Originally published with Barnet and Sonen.[4]
- Sonen (1997). The Son. Originally published with Barnet and Mor og barn[4]
- Gitarmannen (1997). The Guitar Man. Originally sent as a Christmas Greeting from Samlaget. Renamed to Saxofonmannen[4]
- Natta syng sine songar (1997). Nightsongs, trans. Gregory Motton (2002).[4]
- Ein sommars dag (1999). A Summer's Day[4]
- Draum om hausten (1999). Dream of Autumn[4]
- Sov du vesle barnet mitt (2000). Sleep My Baby Sleep[4]
- Besøk (2000). Visits[4]
- Vinter (2000). Winter[4]
- Ettermiddag (2000). Afternoon[4]
- Vakkert (2001). Beautiful[4]
- Dødsvariasjonar (2001). Death Variations[4]
- Jenta i sofaen (2002). The Girl on the Sofa, trans. David Harrower (2002).[4]
- Lilla (2003). Lilac[4]
- Suzannah (2004)[4]
- Dei døde hundane (2004). The Dead Dogs, trans. May-Brit Akerholt (2014).[4]
- Sa ka la (2004)[4]
- Svevn (2005). Sleep[4]
- Varmt (2005). Warm[4]
- Rambuku (2006)[4]
- Skuggar (2006). Shadows[4]
- Eg er vinden (2007). I Am the Wind, trans. Simon Stephens (2012).[4]
- Desse auga (2009). These Eyes[4]
- Jente i gul regnjakke (2010).[4]
- Kortar stykke (2011).[4]
- Hav (2014).[4]
- Tre librettoar (2015).[4]
- Slik var det (2020).[4]
- Sterk vind (2021).
- I svarte skogen inne (2023).[4]

### Поезија
- Engel med vatn i augene (1986)[4]
- Hundens bevegelsar (1990)[4]
- Hund og engel (1992)[4]
- Dikt 1986–1992 (1995). Revidert samleutgåve[4]
- Nye dikt 1991–1994 (1997)[4]
- Dikt 1986–2001 (2001). Samla dikt. Lyrikklubben[4]
- Auge i vind (2003)[4]
- Dikt i samling (2009)[4]
- Songar (2009)[4]
- Stein til stein (2013)[4]
- Poesiar (2016)[4]
- Ro mitt Hav (2019)[4]
- Dikt i samling (2011)[4]

### Есеји
- Frå telling via showing til writing (1989)[4]
- Gnostiske essay (1999)[4]
- Når ein engel går gjennom scenen og andre essay (2014).[4] An Angel Walks Through the Stage: and Other Essays, trans. May-Brit Akerholt (Dalkey Archive, 2015).[4]